# Secretaria General d'Administració Digital
La Secretaria General d'Administració Digital és una secretaria general espanyola depenent de la Secretaria d'Estat de Funció Pública encarregada de la direcció, coordinació i execució de les competències atribuïdes al Departament en matèria d'administració digital, racionalització de les tecnologies de la informació i les comunicacions en l'àmbit de l'Administració General de l'Estat i els seus Organismes Públics i del funcionament del Servei Comú de Sistemes d'Informació i Comunicació.
Així mateix, li correspon en coordinació amb el Ministeri d'Economia i Empresa, l'exercici d'accions derivades dels plans d'acció per a la implantació de les Estratègies nacionals i internacionals en l'àmbit de l'Agenda Digital. L'exercici de les competències atribuïdes es durà a terme en coordinació i, sense perjudici d'aquelles que corresponguin a altres departaments ministerials.

## Funcions
Les funcions específiques de la Secretaria General es regulen en l'article 7 del Reial decret 863/2018, i són:
- L'elaboració de l'estratègia en matèria d'Administració Digital i Serveis Públics Digitals de la Administració General de l'Estat i els seus Organismes Públics, així com del procés d'innovació, i l'establiment de les decisions i directrius necessàries per a la seva execució.
- La gestió compartida, mitjançant coordinació o prestació directa dels serveis comuns de Sistemes d'Informació i Comunicació per a l'Administració General de l'Estat i els seus organismes públics, en els termes que s'estableixin per resolució del titular de la Secretària General d'Administració Digital.
- El disseny tècnic, implantació i gestió dels mitjans i serveis necessaris per evolucionar els serveis públics actuals cap a serveis electrònics universals de qualitat orientats a l'interessat, promovent la incorporació de les tecnologia de la informació i les comunicacions als procediments administratius i l'adaptació de la gestió pública a l'ús de mitjans electrònics, d'acord amb les especificacions funcionals de la Direcció general de Governança Pública.[2]
- En relació amb els plans, programes i projectes de transparència, d'atenció al ciutadà i en relació amb la gestió del punt d'accés general, el disseny tècnic i gestió de les plataformes tecnològiques que els suporten. Així mateix, li correspon la racionalització i impuls de la consolidació i integració tecnològica dels serveis d'atenció ciutadana i dels punts d'accés general de les administracions públiques, en coordinació amb la Direcció general de Governança Pública.[3]
- Supervisar, amb el suport de les Comissions Ministerials d'Administració Digital, l'execució de les mesures específiques establertes en els Planes d'acció departamentals per la Transformació Digital.
- Impulsar la consolidació de serveis, infraestructures TIC, equipaments i xarxes informàtiques comunes de l'Administració i els seus organismes públics.
- La realització de propostes i interlocució directa amb els organismes especialitzats en matèries de seguretat i protecció de dades, tant a nivell nacional com a internacional, i aquelles altres amb impacte en l'àmbit de competències del departament en matèria d'administració digital. En particular, li correspon la realització de propostes i interlocució amb el Centre Criptològic Nacional en el desenvolupament de guies de seguretat, l'adquisició coordinada de material de xifra, la formació de personal especialista en seguretat dels sistemes i el desenvolupament i aplicació del que es disposa en el Reial decret 3/2010, de 8 de gener, pel qual es regula l'Esquema Nacional de Seguretat en l'àmbit de l'Administració Electrònica Arxivat 2018-09-11 a Wayback Machine.; de forma especial, assumirà la coordinació en la resposta a incidents.
- Actuar com a òrgan referent nacional davant organismes i institucions europees i internacionals en l'àmbit de competències digitals del Departament i presidir la Comissió Sectorial d'Administració Electrònica.
- La definició d'estàndards, de directrius tècniques i de govern TIC, de normes de seguretat i qualitat tecnològiques i de la informació d'aplicació a la Administració General de l'Estat i els seus Organismes Públics.
- L'elaboració, desenvolupament, implantació i gestió del Catàleg de Serveis Compartits.
- L'establiment de criteris i directrius generals relatius a la compartició de dades a fi de promoure unes millors condicions de racionalitat i de servei a les persones en general i als interessats per a la satisfacció de les previsions de l'apartat 1. d) de l'article 53 de la Llei 39/2015, d'1 d'octubre i de l'apartat 1 de l'article 155 de la Llei 40/2015, d'1 d'octubre; així com l'elaboració, desenvolupament, implantació, coordinació i seguiment d'un Catàleg de dades compartides, incloent les infraestructures i elements tècnics necessaris, que faciliti la realització de les previsions citades.
- Assistir a la Subsecretaria de Política Territorial i Funció Pública en la direcció, impuls i coordinació de l'Administració electrònica en el departament i els seus organismes adscrits.[4]
- La provisió de serveis en matèria de tecnologies de la informació i comunicacions al Ministeri i a tots els òrgans i unitats adscrites al mateix, incloses les Delegacions i Subdelegacions del Govern, l'Institut Nacional d'Administració Pública, la Mutualitat General de Funcionaris Civils de l'Estat, a més d'aquells òrgans, unitats, organismes i ens públics amb els quals s'acordi la mateixa.
- La definició i gestió d'un sistema comú d'imputació de costos TIC para tota l'Administració General de l'Estat i els seus Organismes Públics.
- L'elaboració, en col·laboració amb la Direcció general de Racionalització i Centralització de la Contractació del Ministeri d'Hisenda quan afecti a l'àmbit de les seves competències, de propostes relacionades amb les polítiques d'adquisicions de béns informàtics i amb els plecs de prescripcions tècniques en la contractació pública d'aquests béns i serveis TIC en l'Administració General de l'Estat i els seus Organismes Públics.
- L'estudi, planificació, impuls i seguiment dels processos de contractació en matèria TIC i aquells altres àmbits relacionats; emetre l'Informe tècnic preceptiu dels convenis i encomanes de gestió que tinguin per objecte l'adquisició de béns i serveis informàtics i de les memòries i plecs de prescripcions tècniques de les contractacions de béns i serveis informàtics en els termes establerts en el Reial decret 806/2014, de 19 de setembre, sobre Organització i instruments operatius de les Tecnologies de la Informació i les Comunicacions en l'Administració General de l'Estat i els seus Organismes Públics.
- Direcció tècnica i estratègica del Centre d'Operacions de Ciberseguretat de l'Administració General de l'Estat i els seus organismes públics SOC.

## Estructura
De la Secretaria General depenen els següents òrgans:
- Subdirecció General de Coordinació d'Unitats TIC.
- Subdirecció General d'Inversions TIC.
- Subdirecció General d'Impuls de l'Administració Digital i Serveis al Ciutadà.
- Subdirecció General d'Explotació.
- Subdirecció General d'Aplicacions i Serveis Generals.
- Divisió de Planificació i Coordinació de Ciberseguretat.
- Gabinet de la Secretaria General.

## Llista de secretaris generals
- Domingo Javier Molina Moscoso (2017-2018)
- Fernando de Pablo Martín (juny de 2018 -)[6]